# US Open 2021 - Doppio maschile in carrozzina
I quattro volte campioni in carica Alfie Hewett e Gordon Reid hanno sconfitto Gustavo Fernández e Shingo Kunieda in finale con il punteggio di 6–2, 6–1. Con la vittoria, sono diventati la prima squadra di doppio maschile in carrozzina a completare il Grande Slam.

## Teste di serie
1. Alfie Hewett /  Gordon Reid (campioni)

1. Stéphane Houdet /  Nicolas Peifer (semifinale)

## Tabellone

### Legenda
| - Q = Qualificato - WC = Wild card - LL = Lucky loser | - ALT = Alternate - SE = Special Exempt - PR = Protected Ranking | - w/o = Walkover - r = Ritirato - d = Squalificato |

|  | Semifinali | Semifinali                       | Semifinali                       | Semifinali | Semifinali |  |  | Finale | Finale                           | Finale                           | Finale | Finale |  |
|  |            |                                  |                                  |            |            |  |  |        |                                  |                                  |        |        |  |
|  | 1          | Alfie Hewett Gordon Reid         | Alfie Hewett Gordon Reid         | 6          | 6          |  |  |        |                                  |                                  |        |        |  |
|  |            | Tom Egberink Casey Ratzlaff      | Tom Egberink Casey Ratzlaff      | 1          | 0          |  |  | 1      | Alfie Hewett Gordon Reid         | Alfie Hewett Gordon Reid         | 6      | 6      |  |
|  |            | Gustavo Fernández Shingo Kunieda | Gustavo Fernández Shingo Kunieda | 6          | 6          |  |  |        | Gustavo Fernández Shingo Kunieda | Gustavo Fernández Shingo Kunieda | 2      | 1      |  |
|  | 2          | Stéphane Houdet Nicolas Peifer   | Stéphane Houdet Nicolas Peifer   | 4          | 4          |  |  |        |                                  |                                  |        |        |  |